# Павлов, Владимир Евгеньевич
 Владимир Евгеньевич Павлов (1873—?) — врач, эсер, член Всероссийского учредительного собрания.

## Биография
Родился в семье обер-офицера в Москве. Выпускник Ярославской гимназии. В 1897 окончил медицинский факультет Московского университета. Получил специальность врача.
С 1894 года, то есть со студенческих лет, под полицейским надзором. В. Е. Павлов вместе с А. А. Аргуновым, сёстрами К. Ф. и М. Ф. Селюк и другими сооснователь "Северного союза социалистов-революционеров". Член партии эсеров. В 1901 году опять же с А. А. Аргуновым один из организаторов и издателей «Революционной России», центрального органа партии социалистов-революционеров, первого в России нелегального эсеровского журнала.
В 1901 заведовал Томским переселенческим пунктом.  В лесу на переселенческом пункте под Томском планировали печатать № 3-й номер “Революционной России”. Арестован. Отбывал ссылку в Иркутской губернии. В 1906 удалось заменить ссылку в Тобольской губернии на выезд за границу.
Вернулся в Россию. В 1915 году в розыске, снова арестован.
С марта 1917 по май 1918 года участвовал в издании газеты  «Земля и воля», органа областного комитета партии социалистов революционеров центральной области, выходившей в Москве по инициативе Е. К. Брешко-Брешковской.
25 мая — 4 июня 1917 года делегат III съезда партии социалистов-революционеров.
В конце 1917 года был избран во Всероссийское учредительное собрание в Московском губернском избирательном округе по списку № 3 (эсеры). Участвовал в заседании Учредительного собрания 5 января 1918 года. Выступил на этом заседании с предложением избрать только председателя, а выборы президиума отложить до следующего заседания.
В начале 1918 года как член бюро  фракции правых эсеров Учредительного собрания руководил в Москве созданием военных дружин. По показаниям  Г. М. Ратнера, Владимир Павлов объяснял свои действия «необходимостью партии быть вооруженной до зубов на всякий случай созыва Учредительного Собрания в Москве, или других вооруженных выступлений, или на случай охраны клубов и заседаний фракции Учредительного Собрания». Григорий Ратнер передал ему явки в районах и Павлов  создал, по словам Ратнера, «небольшие распыленные, кустарно-сколоченные вооруженные силы».
В марте-мае 1918 года в Москве возник "Союз возрождения России" (СВР), крупнейшая межпартийная нелегальная антибольшевистская организация, которая стояла на "государственно-патриотической точке зрения" и выступала за защиту народоправства. Союз был организован на основе  индивидуального членства с сохранением партийного деления. Муж сестры Павлова, А. А. Аргунов, был одним из основателей Союза. Вероятно, именно Аргунов привлёк В. Е. Павлова к работе в СВР.

Летом 1918 года Павлов и Аргунов, представляя "Союз возрождения",  прибыли в Самару, где в это время действовал Комитет членов Учредительного собрания (Комуч). Они были первыми членами Учредительного собрания, кто, приехав в Самару, не вступили в Комуч, а, напротив, начали его критиковать, выступая за широкую межпартийную коалицию антибольшевистских сил. По словам М. А. Веденяпина, В. Е. Павлов и Аргунов утверждали, что: 
ЦК и Бюро фракции членов Учр[едительного] соб[рания] считает ошибкой форму организации власти, выбранную товарищами в Самаре, что наименование органа власти Комитетом чл[енов] Учр[едительного] соб[рания] есть злоупотребление именем Всерос[сийского] Учр[едительного] собр[ания]; возможность образования аналогичных комитетов, создающих противоречивые акты от имени членов Учр[едительного] соб[рания] поведет к умалению престижа Учр[едительного] соб[рания] и т. д. Ими указывалось, что ЦК [партии эсеров] и Бюро фракции считают, что при организации власти, особенно власти, принужденной вести Гражданскую войну с большевиками, авторитет членов Учр[едительного] соб[рания] не может быть использован.
После многодневных споров с однопартийцами в Самаре, так и не вступив в Комуч, Аргунов и Павлов решили ехать в Сибирь. По словам Веденяпина, в недрах Комуча даже возник план арестовать Павлова и Аргунова, чтобы не пустить их в Сибирь. Но этот план не был реализован. Комуч ограничился тем, что Веденяпин, пользуясь положением  члена ЦК партии эсеров, направил телеграмму во все партийные Комитеты, что "Аргунов и Павлов не имеют никаких полномочий от партии по организации «Союза возрождения» и что их работа крайне вредна для партии". От Веденяпина потребовали[кто?], чтобы он аннулировал эту телеграмму, но он отказался это сделать.
По мнению М. А. Веденяпина с приезда эсеров-"возрожденцев" начался "второй период в жизни Комитета членов Учредительного собрания". Невхождение в Комуч Аргунова и Павлова, членов Бюро фракции эсеров в Учредительного собрания, стало первым ударом по Комитету, дало основание для его морального подрыва. Веденяпин подчеркивает, что сообщение кадетских газет о том, что видные московские эсеры демонстративно не вошли в Комуч, а уехали в Сибирь, произвело сильное впечатление  на самарскую публику. Это мнение подтверждает К. С. Буревой: "Аргунову и Павлову удалось <своим неприсоединением к Комучу> бросить в ряды демократии большое смятение и раскол. Этот раскол яростно поддерживался реакционными кругами". С тем, что не вступление в Комуч Павлова и Аргунова нанесло серьёзный удар по этой организации, согласны и современные историки.
14 июля 1918 прибыл в Челябинск в составе делегации «Союза Возрождения России», включавшей А. А. Аргунова и члена партии кадетов Л. А. Кроля на совещание с представителями Сибирского правительства. Одновременно с ними приехали делегаты от Комуча - И. М. Брушвит, М. А. Веденяпин и начальник штаба Народной армии Комуча полковник Н. А. Галкин и представители Сибирского правительства А. Н. Гришин-Алмазов, М. П. Головачёв и министр финансов И. А. Михайлов. "Возрожденцы" первыми встретились с сибиряками, и легко нашли с ними общий язык. Как вспоминал Л. А. Кроль «приняли нас очень тепло и радушно».
17 июля члены "Союза Возрождения", Аргунов, Кроль и Павлов, вслед за Сибирской делегацией прибыли в Омск. Там Гришин-Алмазов обсуждал с ними платформу «оборонческого блока», которую подписали В. И. Ишерский, Г. М. Котляров и Н.А. Филашев (А. Новиков), где высказывались опасения о неизбежности столкновения Сибирской областной Думы и Временного Сибирского Правительства.
При обсуждении вызвавшего трения вопроса о включении Совет министров И. А. Михайлова в качестве министров. Лишь В. Е. Павлов был готов в знак протеста выйти из Директории. Авксентьев и Зензинов, хотя и не были согласны  с этим назначением, считали необходимым  ради сохранения единства остаться.
Участвовал в работе Уфимского совещания (в частности указано присутствие на заседании 18  сентября  1918  года). Входил  в  Бюро  Уфимского  Съезда  членов  Учредительного  собрания. 23 сентября 1918 года подписал "Акт  об  образовании  Всероссийской  верховной  власти". 2 декабря арестован в Уфе колчаковскими офицерами вместе с другими членам Учредительного собрания, этапирован в Омск.
Задержан колчаковцами, помещён в одну камеру вместе с привезёнными в Омск из Уфы членами КОМУЧа. Вот как вспоминал ночь на 23 декабря член Учредительного собрания Семён Николаев, сидевший вместе с В. Е. Павловым:
Около трех часов ночи в нашу камеру явились, в сопровождении дежурного надзирателя, два казака и по принесенному списку вызвали Барсова, Лиссау, Марковецкого, Брудерера и Сарова. <...> В. Е. Павлов глухим, сдавленным голосом спросил: «Куда вы их берете»? Казак дал трафаретный ответ: «На допрос». Каждый из нас знал, что значит в такие часы и после таких событий идти на «допрос». 

Зловещее, невыразимое молчание, словно тяжелый камень, висело в камере. <...> Молчали и уводимые. Лишь перед самым уходом Павлов нарушил молчание словами: «Прощайте, товарищи». — «Нет, зачем же прощайте? Мы еще вернемся, мы еще увидимся», — неуверенным голосом отозвался старик Барсов.  <...> А мы... точно так же продолжали молчать. И снова это молчание нарушил Павлов:

— А помните, товарищи, как они пели «Святый Боже»...<Предшествующей ночью именно эти пятеро пели  «Святый Боже» и «Со святыми упокой»>
После  Омского  переворота  в  связи  с  известной  резолюцией  ЦК партии эсеров  о  борьбе  с  реакцией  подписал  заявление  12  членов  Учредительного  собрания  о  неподчинении  Центральному комитету своей партии.  Кроме него в число  двенадцати входили:  Е. Е. Лазарев,  Д. С. Розенблюм,  С. М. Лотошников,  В. В. Подвицкий, Ф. К. Павлов,  М. Н. Кутузов,  М. С. Фокеев,  С. А. Володин,  Н. П. Огановский  и  В. А. Алексеевский.
При подготовке процесса над правыми эсерами в начале марта 24 февраля 1922 года был включен Президиумом ГПУ в список эсеров, которым предъявлено обвинение в антисоветской деятельности. Дело выделено в отдельное производство "за нерозыском".

## Семья
- Сестра — Мария Евгеньевна Аргунова, урождённая Павлова, преподаватель истории[18], жена члена Учредительного собрания А. А. Аргунова.

## Комментарии
1. ↑  Следует иметь в виду, что в это самое время членом Комуча был однопартиец и однофамилец В. Е. Павлова депутат Учредительного собрания от Рязанской губернии Фёдор Константинович Павлов. В. М. Чернов называет его в своей работе  «"Черновская грамота" и Уфимская директория» — "Павлов-рязанский", очевидно, в отличие от В. Е. — Павлова-московского[10].
2. ↑  Так в источнике "заявление 12 эсеров", но перечислено только 11[15], В. М. Чернов считает, открытое письмо против резолюции ЦК ПСР подписали 10 человек, менее четверти присутствовавших[10]. В процитированном источнике[15] ряд фамилий приведён без инициалов, при этом Кутузов и Архангельский не трактуются однозначно, так как в Учредительное собрание было избрано по два депутата с такими фамилиями. То, что речь идёт о М. Н. Кутузове, а не депутате от Смоленского округа Г. Ф. Кутузове, и В. А. Алексеевском, а не депутате от Приамурского округа А. Н. Алексеевском следует из работы В. М. Чернова  «"Черновская грамота" и Уфимская директория»[10].